# Il tape sur des bambous
Singles de Philippe Lavil
Une balade en bateau
(1981) Rio
(1982)
Il tape sur des bambous est une chanson du chanteur français Philippe Lavil, sortie en single en février 1982 sur le label RCA Victor. Elle est par la suite incluse dans son mini-album 6.33.
Classée à la première place des ventes en 1982, elle devient le tube de l'été de l'année 1982 et le plus grand succès de Philippe Lavil. La chanson est certifiée disque de diamant en France avec plus de deux millions de 45 tours vendus.

## Contexte et sortie
À la fin de l'année 1981, Philippe Lavil rencontre le compositeur Michel Héron lors d'un dîner dans un restaurant de l'île de la Jatte à Neuilly-sur-Seine. Ce dernier vient alors de terminer une composition alors intitulée On fait, tout, tout et destinée pour le chanteur Patrick Topaloff. Michel Héron propose à Philippe Lavil de venir chez lui le lendemain pour écouter une composition qu'il vient de terminer. Ce rendez-vous n'a pas lieu, mais le chanteur finit par l'entendre par téléphone et Philippe Lavil demande à Michel Héron de garder cette mélodie pour lui. La musique est par la suite retravaillée par Claude Samard pour qu'elle soit plus « antillaise », alors que qu'à l'origine ses sonorités sont plutôt italiennes,. Les paroles, écrites par Didier Barbelivien, font référence à la musique des Antilles.
Elle sort en 45 tours en février 1982 et la chanson devient un tube de l'été, se vendant à plus de deux millions d'exemplaires,. Philippe Lavil envisage à cette époque d'arrêter la musique, le dernier succès du chanteur remontant aux années 1970, mais à la suite du succès inattendu d'Il tape sur des bambous dès l'été, il décide de continuer sa carrière musicale et sort peu après le mini-album 6.33 qui inclut Il tape sur des bambous,. La chanson est également incluse dans les éditions en CD de l'album Nonchalances du chanteur sorti en 1986.

## Accueil commercial
La chanson a atteint la première place des ventes en France, et devient le plus grand succès du chanteur. La chanson est certifiée disque de platine en 1982 par le Syndicat national de l'édition phonographique pour plus d'un million d'exemplaires écoulés. Le 45 tours est vendu au total à plus de deux millions d'exemplaires,,. Dans le classement paneuropéen Europarade, Il tape sur des bambous atteint la 24e position le 12 septembre 1982.

## Liste des titres
| A. | Il tape sur des bambous | 3:10 |
| B. | Tennis                  | 3:10 |

## Crédits
- Philippe Lavil – chant
- Didier Barbelivien – paroles
- Michel Héron – composition
- Claude Samard – arrangements
- Bruno Van-Ryb – ingénieur du son
- Jean Mareska – production
- Jeff Dunas – photographie

Crédits adaptés des notes d'accompagnement,.

## Classements et certifications
| Classement (1982)   | Meilleure position |
| ------------------- | ------------------ |
| Europe (Europarade) | 24                 |
| France (SNEP)       | 1                  |

| Classement (1982) | Position |
| ----------------- | -------- |
| France (SNEP)     | 5        |

### Certification
| Pays                                                             | Certification | Ventes certifiées |
| ---------------------------------------------------------------- | ------------- | ----------------- |
| France (SNEP)                                                    | Platine       | 1 000 000*        |
| *Ventes selon la certification xNon précisé par la certification |               |                   |

## Reprises
La chanson Il tape sur des bambous est notamment reprise par :
- Julio Iglesias, qui reprend cette chanson en 1984 dans un pot-pourri intitulé Bambou Medley, paru sur son album 1100 Bel Air Place[1],[2] ;
- Didier Barbelivien, l'auteur de Il tape sur les bambous, enregistre lui-même la chanson en 2009 sur son album Atelier d'artistes[14].
- Gilbert Montagné reprend cette chanson avec Philippe Lavil en 1988 dans le Monde est à vous de Jacques Martin